# Nicolaus Fuss
Nicolaus Fuss (tudi Nikolaus, Nicolas; rusko Николай Иванович Фусс), švicarski matematik, * 29. januar 1755, Basel, Švica, † 4. januar 1826, Sankt Peterburg, Ruski imperij (danes Rusija).

## Življenje in delo
Zaradi njegovih matematičnih sposobnosti ga je Daniel Bernoulli predlagal za Eulerjevega tajnika. Fuss je prispel v Sankt Peterburg maja 1773. Tu je ostal do konca življenja. Euler je imel leta 1772 operacijo očesa in je skoraj popolnoma oslepel, tako da je potreboval človeka, ki je bil dobro podkovan v matematiki.
Leta 1776 je Fuss postal adjunkt sanktpeterburške akademije znanosti, leta 1783 pa njen  akademik. Leta 1779 so ga izbrali za zunanjega člana Švedske kraljeve akademije znanosti. Med letoma 1800 do smrti je bil tajnik sanktpeterburške akademije znanosti.
Ukvarjal se je s sferno trigonometrijo, diferencialnimi enačbami, diferencialno geometrijo, z optiko mikroskopov in daljnogledov in aktuarskimi znanostmi. Prispeval je tudi k evklidski geometriji, vključno z Apolonijevim problemom.
Tudi njegov sin Pavel Nikolajevič Fuss (1797—1855) je bil matematik.

## Priznanja
Poimenovanja
Po njem in sinu Pavlu se imenuje asteroid 4778 Fuss, ki ga je odkrila Žuravljova leta 1978.